# كرميني يوريو
كرميني إيماكولاتو أنطونيو يوريو (بالإيطالية: Carmine Immacolato Antonio Iorio)‏، المعروف أيضًا باسم يوسف المسلماني بعد إسلامه (8 ديسمبر 1892 - 17 ديسمبر 1928)، كان جنديًا إيطاليًا، قبل أن يترك الجيش الإيطالي ويلتحق بالمجاهدين الليبيين بقيادة عمر المختار.

## مسيرته
ولد في سيلينتو بمقاطعة ساليرنو عام 1892. في عام 1901 تخصص في صيانة وإصلاح الأسلحة الصغيرة للجيش الملكي الإيطالي. في عام 1911 تزوج من فتاة من بلاده، ولكن في 15 أكتوبر، عن عمر يناهز 19 عامًا خلال الحرب العثمانية الإيطالية، تم نقله إلى القوة البحرية المكونة من 15.000 فرد متجهين إلى مدينة درنة شرق ليبيا.
بعد عشرة أيام من القصف، هُزمت أخيرًا قوة دفاع مكونة من 3500 جندي تركي وعربي واحتلّ الإيطاليون الحامية التركية في المدينة. ثم تم تعيين الكونت ترومبي من قبل الحاكم، وتم تعزيز الحامية بـ 1500 جندي وكتيبتين من صيادي ألبيني.
أصبح كرميني يوريو أحد الجنود في حامية درنة الإيطالية. ذُكر أنه كان شخصًا مُحبا للاطّلاع، حيث أراد تعلم اللغة العربية، خاصة لفهم القرآن الكريم. في يناير 1915، شاركت كتيبته في قتال المقاومة الليبية، سواء حول درنة أو بالقرب من مرتوبة.
في ليلة 14 يوليو 1916، غادر حامية توكرة، وأسرته قافلة بدوية قادته إلى أجدابيا على يد محمد إدريس السنوسي، ملك ليبيا المستقبلي.
في أجدابيا، نجا كرميني يوريو من حبل المشنقة، حيث تم أخذه تحت حماية شقيق إدريس السنوسي، محمد الرضا السنوسي. فوافق كرميني على البقاء في صفوف المقاومة الليبية واعتناق الإسلام، ليصبح يوسف المسلماني والقتال مع عمر المختار. فيما تُفيد رواية أخرى أنه سلّم نفسه للمجاهدين الذي نقلوه فوراً إلى قيادة المجاهدين في المنطقة، حيث استقبله المجاهد الفضيل بوعمر الذي أشهر أمامه إسلامه، واختار له اسم يوسف المسلماني، وأعلن انحيازه بالكامل إلى خنادق المقاومة.
أصبح يوسف المسلماني أحد أفضل المقاتلين على الأرض، وساعد بشكل كبير من خلال خبرته في الأسلحة الصغيرة الإيطالية وتكتيكات الحرب. كان حاضرا في معارك مرسى البريقة وبير بلال وسلوق وغيرها. عيّنهُ عمر المختار ملازمًا، وتزوج من فتاة من مدينة الكفرة تدعى تبرة موسى المجبري. أنجب طفلين، محمد وعائشة.
تم القبض عليه في واحة إجخرة على بُعد 20 كيلومترا من واحة جالو، من قبل بعض كبار المسؤولين الفاشيين الذين كانوا يتابعون قضيته شخصيًا. حُكم عليه بالإعدام بتهمة الخيانة العظمى. عرضت عليه السلطات الإيطالية الارتداد عن الإسلام والعودة إلى اهله في نابولي، رفض بشده فتم إعدامه رميا بالرصاص في 17 ديسمبر 1928.
قرأ بعض آيات من القرآن قبل إطلاق النار عليه رميا بالرصاص في ساحة سوق جالو. في عام 2018، أقامت الفرقة المسرحية (Compagnia Fantasma) في بولونيا مسرحية عن حياة كرميني يوريو. 